# Geocaryum tuberosum
Geocaryum tuberosum är en flockblommig växtart som först beskrevs av Wilhelm Daniel Joseph Koch, och fick sitt nu gällande namn av Lennart Engstrand. Geocaryum tuberosum ingår i släktet Geocaryum och familjen flockblommiga växter. Inga underarter finns listade i Catalogue of Life.